# Ting Chao
Pour les articles homonymes, voir Ting.
Ting Chao, ou Ding Chao (1883-1939), est un général chinois connu pour avoir mené la défense de Harbin durant l'invasion japonaise de la Mandchourie en 1931 et 1932.
À la suite de l'attaque de l'armée impériale japonaise, les provinces du Liaoning et du Jilin chutent les premières. Les hostilités ne commencent pas dans la région de Harbin avant la fin janvier 1932 lorsque Ting Chao se résout à défendre férocement la métropole du nord, un passage clé pour les rails et les rivières, contre l'armée du « Nouveau Kirin » de Xi Qia puis contre les troupes japonaises. Il appelle les habitants chinois de la ville à rejoindre l'armée d'autodéfense de Jilin.
Après sa défaite à Harbin et sa retraite vers la rivière Songhua au Nord-Est, Ting Chao et ses forces rejoignent la garnison du général Li Du pour former le noyau de l'opposition armé dans le nord. Il est fait président du gouvernement de la province du Jilin et s'oppose au nouveau gouvernement du Mandchoukouo au cours des opérations anti-bandits durant la pacification du Mandchoukouo.